# Salicornia rubra
Salicornia rubra är en amarantväxtart som beskrevs av Aven Nelson. Salicornia rubra ingår i släktet glasörter, och familjen amarantväxter. Inga underarter finns listade i Catalogue of Life.

## Bildgalleri

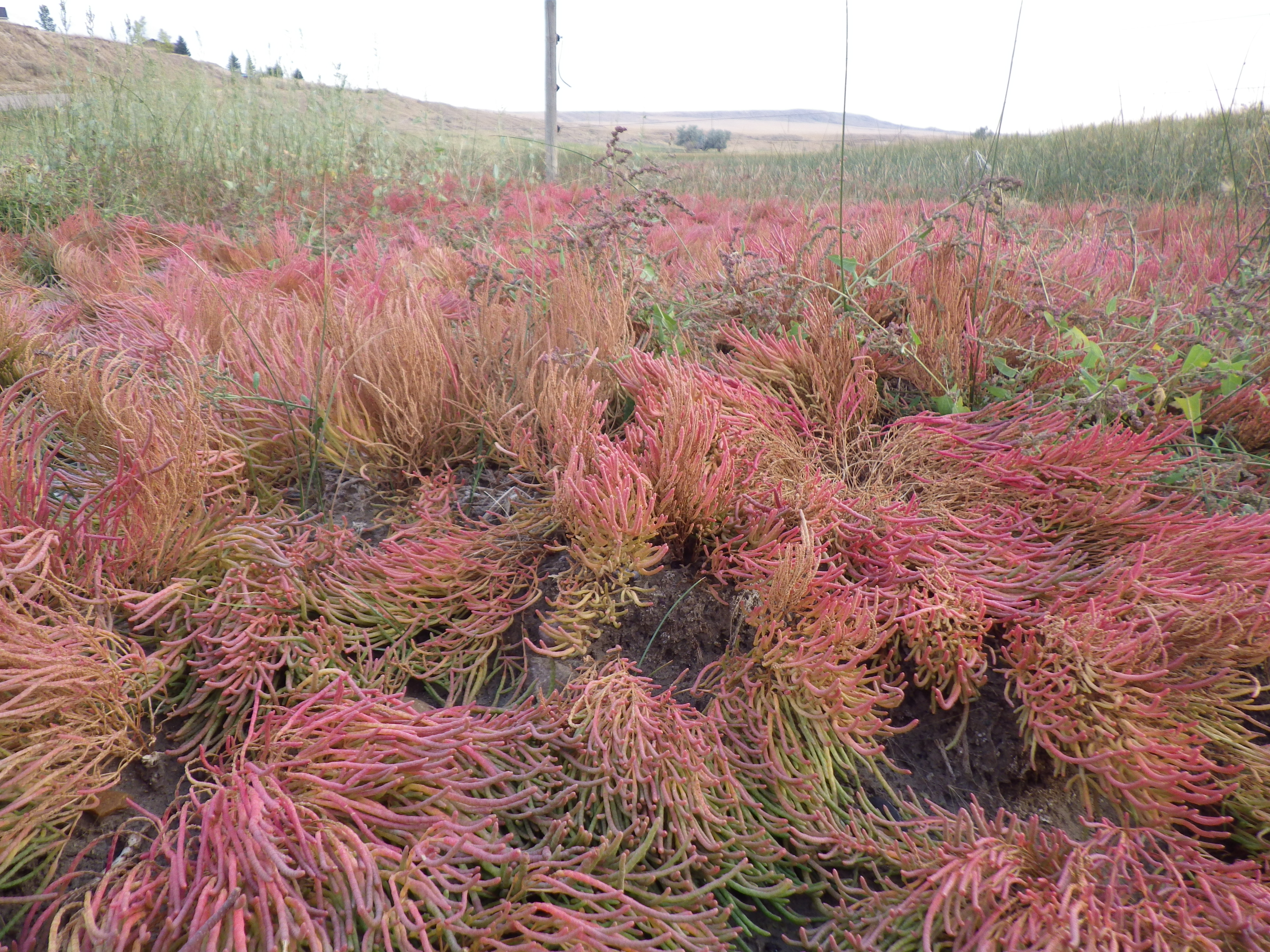
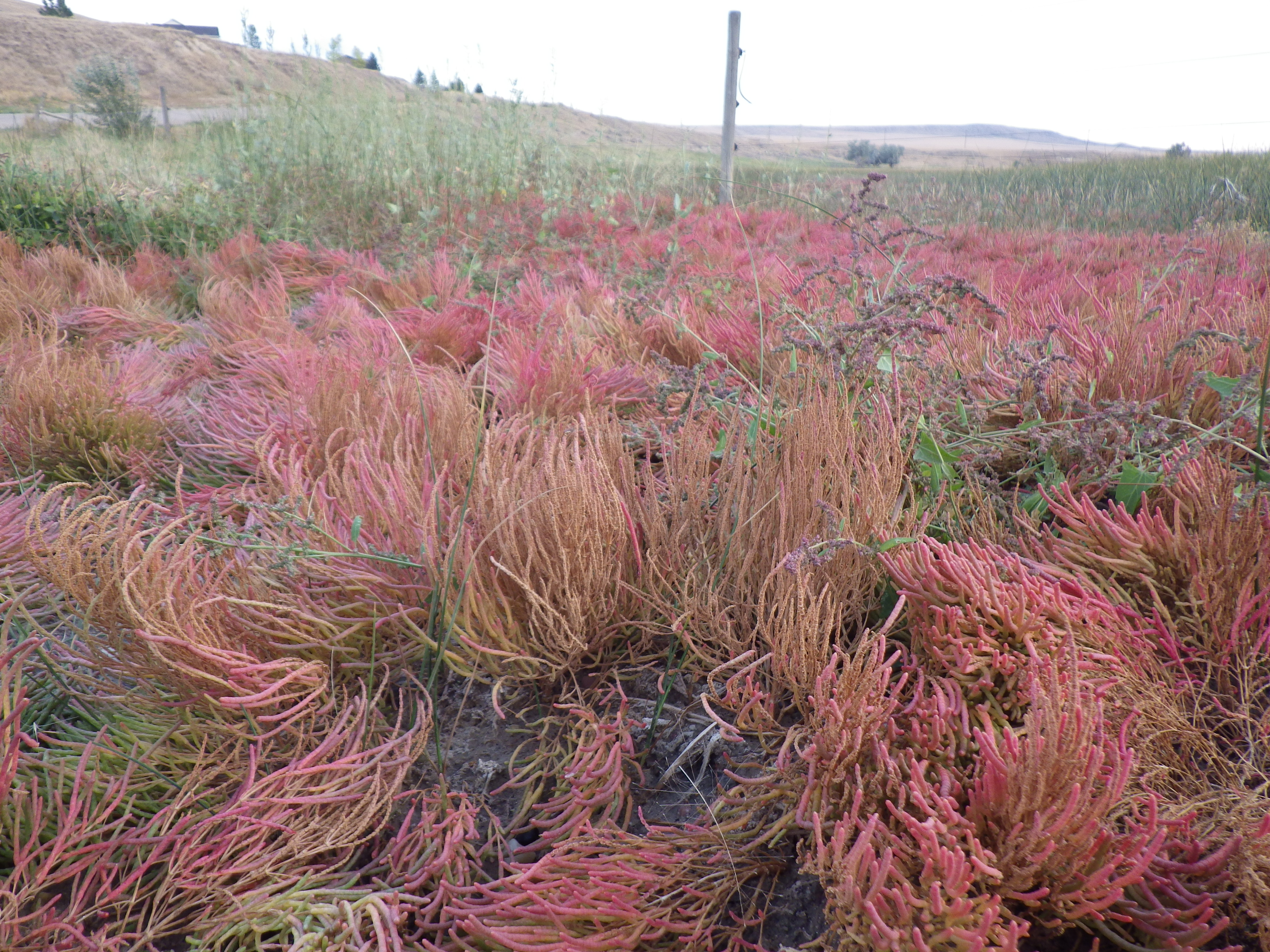
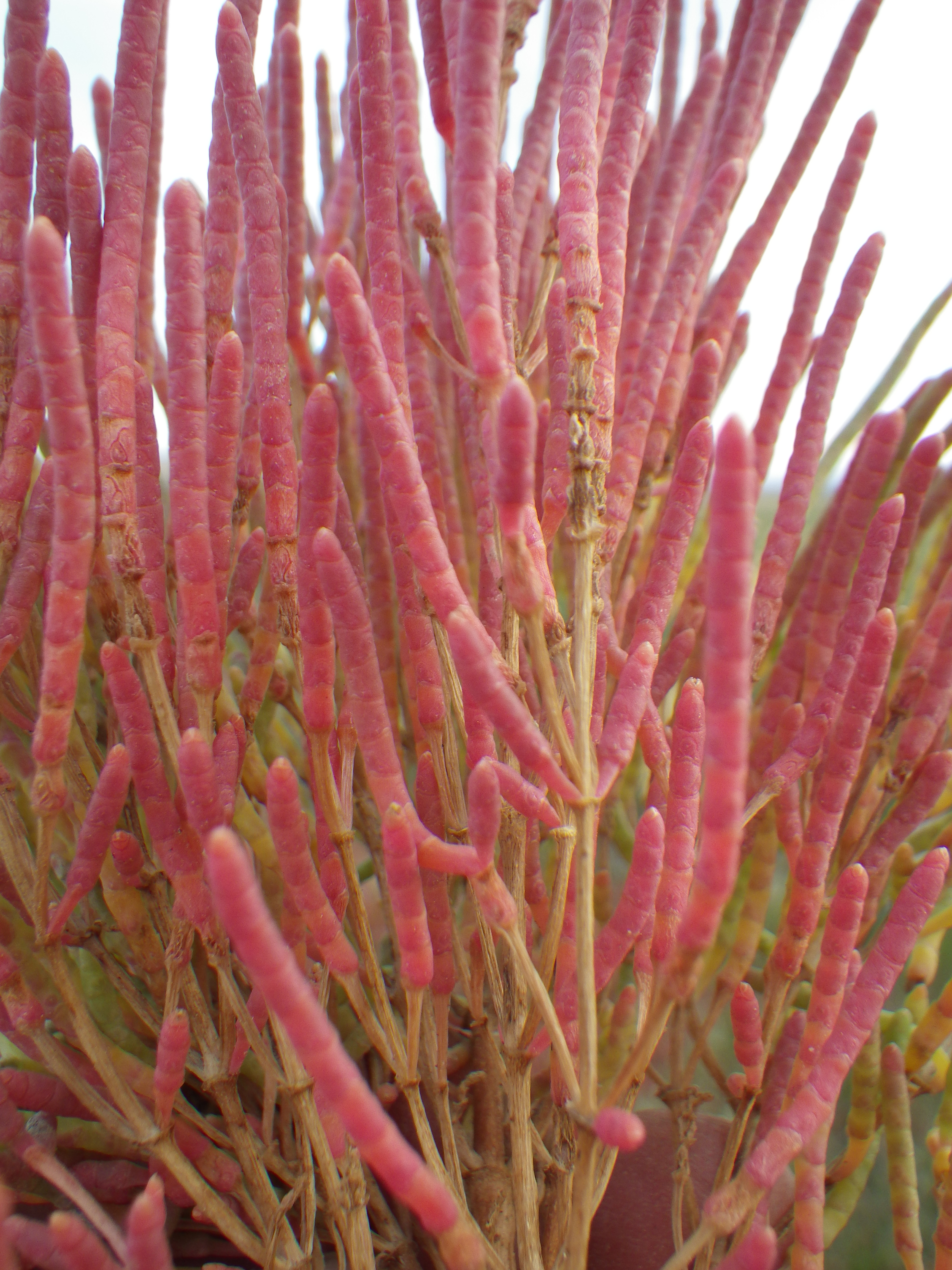
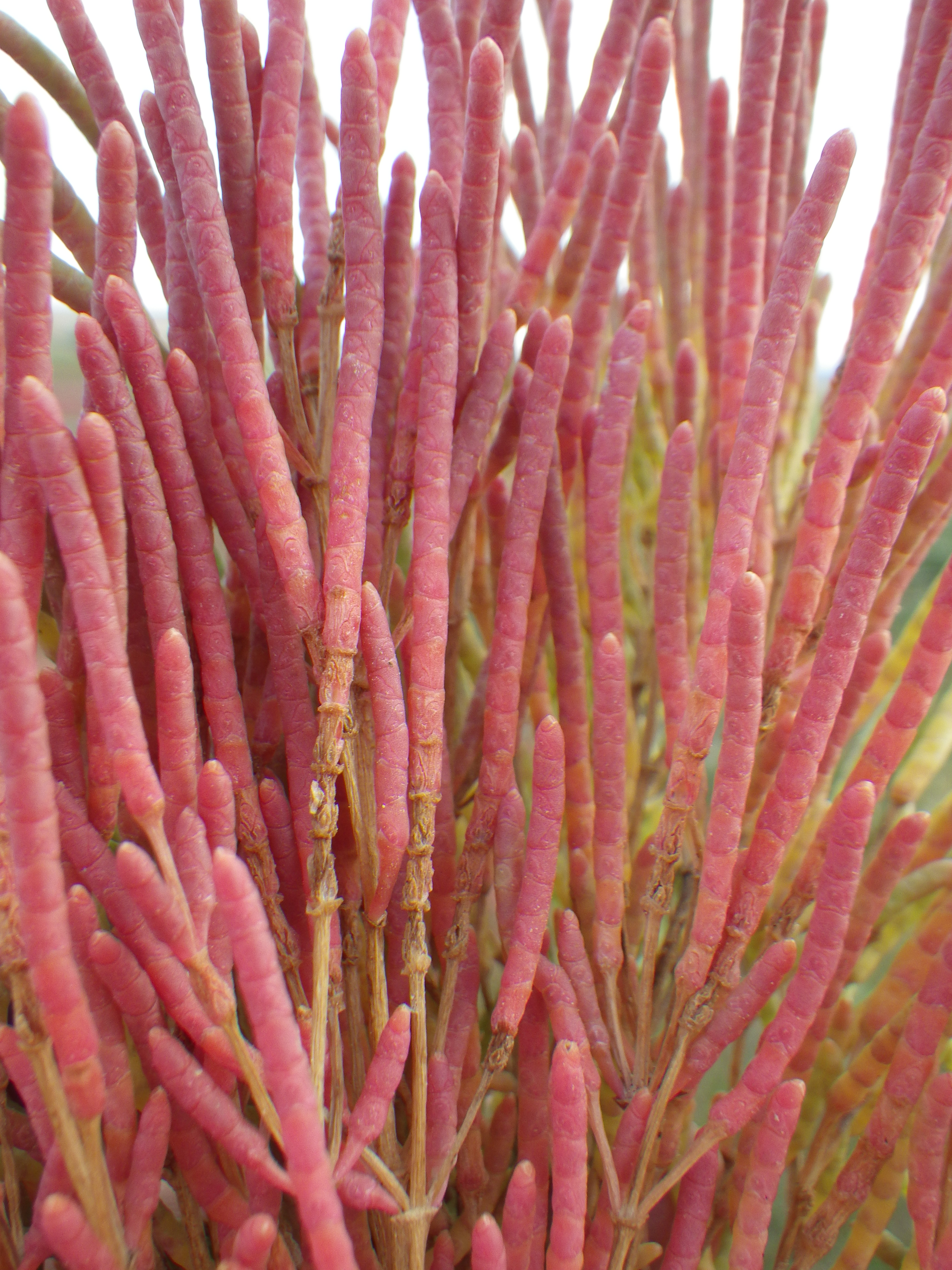
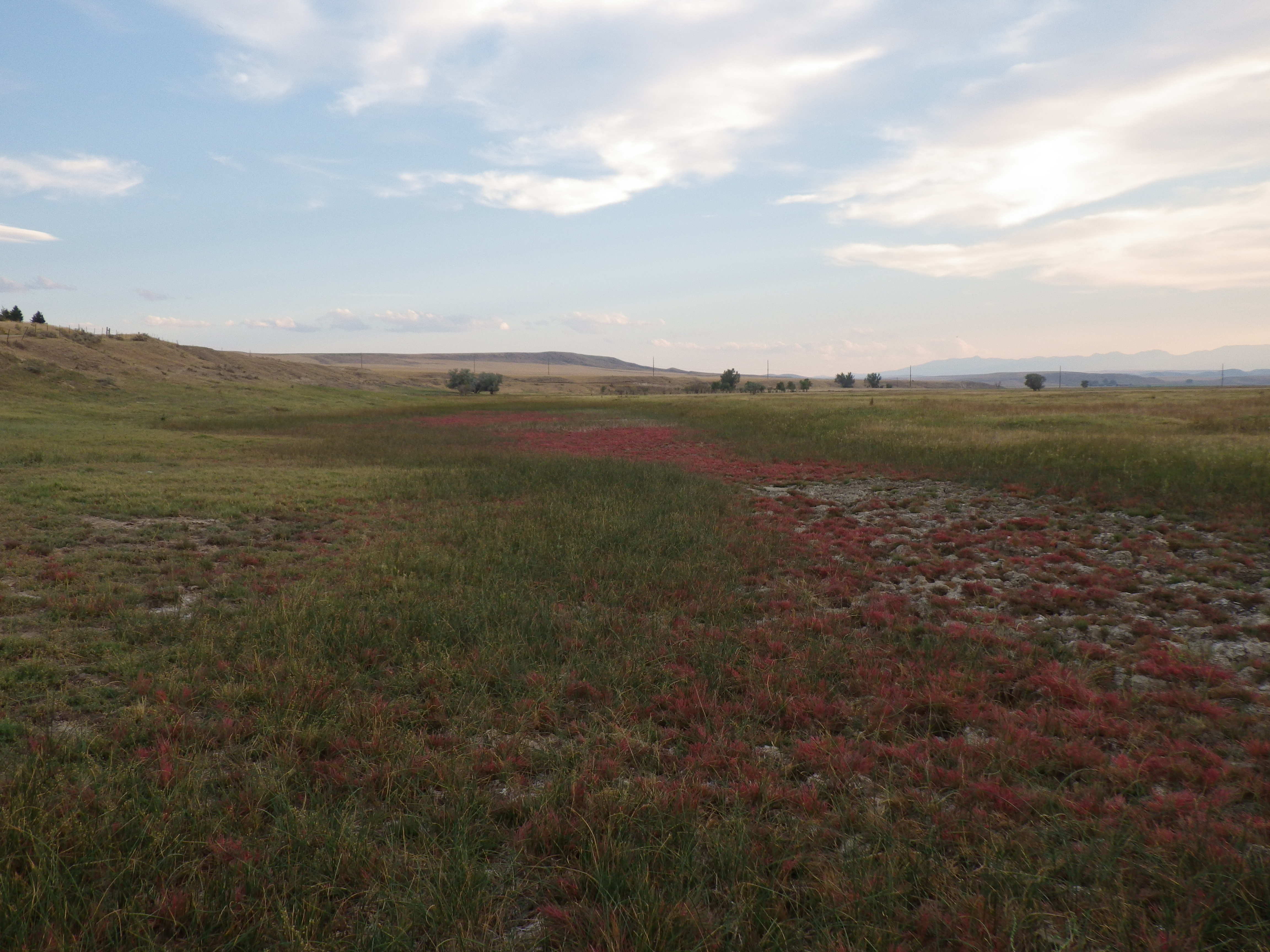
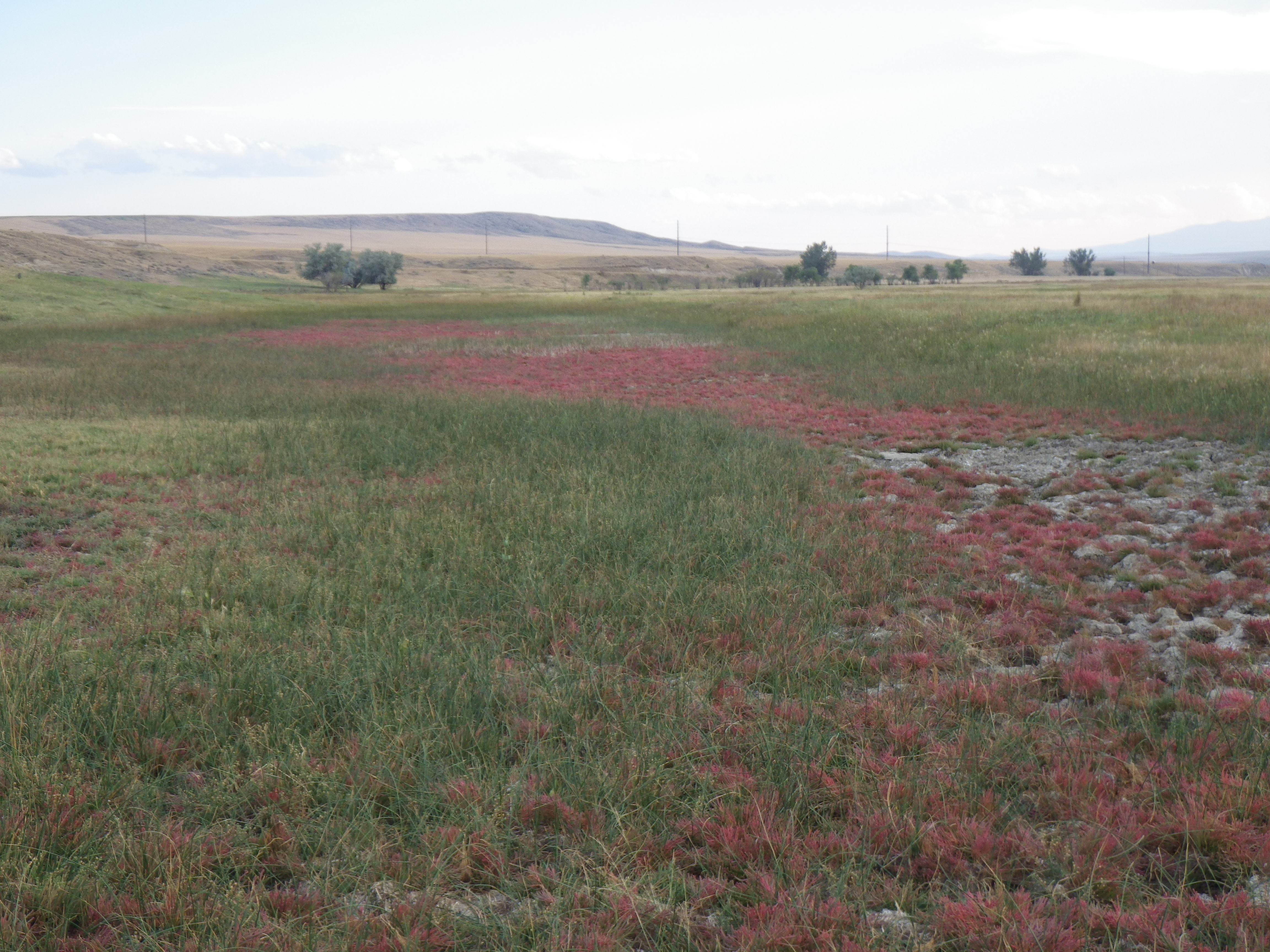